# Periconta obliqua
Periconta obliqua là một loài bướm đêm trong họ Noctuidae.